# Élections législatives de 2023 aux Îles Vierges britanniques
Les élections législatives de 2023 aux Îles Vierges britanniques ont lieu le 24 avril 2023 afin d'élire 13 des 15 députés de l'Assemblée des îles Vierges britanniques, un territoire britannique d'outre-mer.
Le Parti des îles Vierges (VIP) au pouvoir arrive largement en tête mais perd sa majorité absolue des sièges, ouvrant la voie à la formation d'un gouvernement de coalition. L'opposition n'étant pas parvenue à s'unir, le VIP bénéficie cependant du ralliement d'une élue du Parti démocratique national (NDP), Lorna Smith, permettant à Natalio Wheatley de se maintenir au poste de chef du gouvernement.

## Contexte
Les élections législatives de février 2019 donnent lieu à une alternance. Le Parti des îles Vierges (VIP) remporte huit des treize sièges à pourvoir, tandis que le Parti démocratique national (NDP), au pouvoir, n'en décroche que trois. Le nouveau dirigeant du NDP, Myron Walwyn, échoue par ailleurs à obtenir un siège dans sa circonscription. Il est par la suite remplacé par Marlon Penn.
Fort de la majorité absolue acquise par le VIP, Andrew Fahie  remplace Orlando Smith au poste de Premier ministre. Le 28 avril 2022, Fahie est cependant arrêté et inculpé aux états unis pour trafic de drogue et blanchiment d'argent,. Il est démis de ses fonctions par une motion de défiance votée à la quasi-unanimité des membres de l'assemblée le 5 mai suivant, et remplacé par son vice-Premier ministre Natalio Wheatley, à la tête d'un gouvernement d'union réunissant l'ensemble des partis,.

## Système électoral
L'Assemblée est composée d'un maximum de quinze membres, dont treize élus pour quatre ans au suffrage universel direct et deux membres dits ex officio. Neuf des membres élus le sont au scrutin uninominal majoritaire à un tour dans autant de circonscription électorale tandis que les quatre membres restants sont élus au scrutin majoritaire plurinominal dans une circonscription couvrant l'ensemble du territoire. Enfin, le procureur général ainsi que le Président de l'assemblée, s'ils ne sont pas déjà députés, sont membres de droit.
Chaque électeur est doté d'une voix pour un candidat de sa circonscription ainsi que de quatre autres à répartir à des candidats de la circonscription territoriale unique, à raison d'une voix par candidat. Dans les deux cas, le ou les candidats ayant reçu le plus de voix sont élus à hauteur du nombre de sièges à pourvoir

## Résultats
Chaque électeur étant doté d'une voix dans sa circonscription ainsi que de quatre autres à répartir sur les candidats de la circonscription territoriale unique, le total des voix dans cette dernière est largement supérieur au nombre de votants.
|                           |                                         |                           |                    |                    |                    |                    |                    |                    |       |               |  |  |  |  |
| Partis                    | Partis                                  | Partis                    | Districts          | Districts          | Districts          | Territoire         | Territoire         | Territoire         | Total | +/-           |  |  |  |  |
| Partis                    | Partis                                  | Partis                    | Voix               | %                  | Sièges             | Voix               | %                  | Sièges             | Total | +/-           |  |  |  |  |
|                           | Parti des îles Vierges                  | VIP                       | 3 632              | 39,60              | 5                  | 11 576             | 31,90              | 1                  | 6     | 2             |  |  |  |  |
|                           | Mouvement progressiste des iles Vierges | PVIM                      | 1 439              | 15,69              | 1                  | 12 405             | 34,18              | 2                  | 3     | 2             |  |  |  |  |
|                           | Parti démocratique national             | NDP                       | 2 668              | 29,09              | 2                  | 9 464              | 26,08              | 1                  | 3     | en stagnation |  |  |  |  |
|                           | Progressistes unis                      | PU                        | 459                | 5,00               | 1                  |                    |                    |                    | 1     | en stagnation |  |  |  |  |
|                           | Indépendants                            | Ind                       | 973                | 10,61              | 0                  | 2 844              | 7,84               | 0                  | 0     | en stagnation |  |  |  |  |
|                           | Membres ex officio                      | Membres ex officio        | Membres ex officio | Membres ex officio | Membres ex officio | Membres ex officio | Membres ex officio | Membres ex officio | 2     | en stagnation |  |  |  |  |
|                           |                                         |                           |                    |                    |                    |                    |                    |                    |       |               |  |  |  |  |
| Suffrages exprimés        | Suffrages exprimés                      | Suffrages exprimés        | 9 171              | 98,88              |                    | 36 289             | 97,81              |                    |       |               |  |  |  |  |
| Votes blancs et invalides | Votes blancs et invalides               | Votes blancs et invalides | 104                | 1,12               | 811                | 2,19               |                    |                    |       |               |  |  |  |  |
| Total                     | Total                                   | Total                     | 9 275              | 100                | 9                  | 37 100             | 100                | 4                  | 15    | en stagnation |  |  |  |  |
| Abstentions               | Abstentions                             | Abstentions               | 6 855              | 42,50              |                    |                    |                    |                    |       |               |  |  |  |  |
| Inscrits / participation  | Inscrits / participation                | Inscrits / participation  | 16 130             | 57,50              |                    |                    |                    |                    |       |               |  |  |  |  |

## Analyse et conséquences
Le Parti des îles Vierges (VIP) connaît un recul qui lui fait perdre la courte majorité des sièges qui détenait dans la législature sortante. Il conserve néanmoins de loin le plus grand nombre de sièges à l'assemblée, tandis que le Parti démocratique national (NDP) et le Mouvement progressiste des iles Vierges (PVIM) obtiennent des résultats similaires, devant les Progressistes unis (PU). L'absence de majorité claire rend ainsi nécessaire la formation d'un gouvernement de coalition. 
D'intenses tractations s'ouvrent aussitôt entre le NDP, le PVIM et le PU en vue d'une alliance permettant à ces trois partis d'opposition de provoquer une alternance. Les négociations s'avèrent cependant un échec, suivies du ralliement au VIP de l'une des élus du NDP, Lorna Smith. Mariée à Orlando Smith, anciennement chef du gouvernement à trois reprises entre 2003 et 2019, cette dernière obtient en échange le poste de vice-chef du gouvernement,,. Sa défection du NDP après une campagne électorale marquée par ses critiques virulentes du VIP lui valent sans surprises de très nombreuses critiques,. Le nouveau gouvernement prête serment le 25 avril, le dirigeant du VIP, Natalio Wheatley, se maintenant ainsi au poste de chef du gouvernement.